# Вайзнер, Джейн
Джейн Ва́йзнер (англ. Jayne Wisener; род. 19 мая 1987, Баллимони, Антрим) — британская актриса.

## Биография
Родилась 19 мая 1987 года в Баллимони, Северная Ирландия, Великобритания. Училась в начальной школе Кристи Мемориал и средней школе Колрейн. Затем Джейн окончила курс в «Королевской шотландской академии музыки и драмы» в Глазго. В 2005 году она присоединилась к благотворительному детскому музыкальному театру «4 молодежи», который выступает в качестве карьерной лестницы для молодых людей, заинтересованных в актёрской работе на сцене.
Участвовала в театральной адаптации знаменитого мюзикла «Вестсайдская история», после чего была приглашена на роль Джоанны в фильм «Суини Тодд, демон-парикмахер с Флит-стрит». В дальнейшем играла в ряде телесериалов.

## Личная жизнь
6 июля 2012 года вышла замуж за Уэйна Остина. В январе 2019 года у них родился сын Майкл.

## Фильмография
| Год       |     | Русское название                          | Оригинальное название                          | Роль                |
| --------- | --- | ----------------------------------------- | ---------------------------------------------- | ------------------- |
| 2007      | ф   | Суини Тодд, демон-парикмахер с Флит-стрит | Sweeney Todd: The Demon Barber of Fleet Street | Джоанна             |
| 2008      | в   | Бугимен 3                                 | Boogeyman 3                                    | Эми                 |
| 2009      | с   |                                           | Minder                                         | Мария Грант         |
| 2009      | с   | Переростки                                | The Inbetweeners                               | Лорен Харрис        |
| 2010      | с   | Задиры                                    | Vexed                                          | Люси Б              |
| 2010      | с   | Катастрофа                                | Casualty                                       | Саймон Льюис        |
| 2011      | ф   | Джейн Эйр                                 | Jane Eyre                                      | Бесси Ли            |
| 2011      | с   | Беглянка                                  | The Runaway                                    | Салли               |
| 2011      | ф   |                                           | A Kiss for Jed Wood                            | Орла                |
| 2011      | с   | Несправедливость                          | Injustice                                      | Люси Уилсон         |
| 2011      | с   | Плохие                                    | Misfits                                        | Стейси              |
| 2012      | ф   |                                           | Life Just Is                                   | Джей                |
| 2012      | с   | Жизнь и приключения Ника Никлби           | The Life and Adventures of Nick Nickleby       | Кэт Никлби          |
| 2012—2015 | с   |                                           | 6Degrees                                       | Сэнди Морроу        |
| 2013      | с   | Ирландцы в Лондоне                        | London Irish                                   | Каоми               |
| 2014      | кор |                                           | Covers                                         | Саммер              |
| 2016      | с   | Врачи                                     | Doctors                                        | Мишель Жардин       |
| 2017      | кор |                                           | Son of Perdition                               | женщина             |
| 2020      | с   | Дивный новый мир                          | Brave New World                                | Анна                |
| 2020      | кор |                                           | Meow or Never                                  | Блип                |
| 2021      | с   |                                           | Glow & Darkness                                | Беатрис Бургундская |
| 2021      | ф   |                                           | The Heiress                                    | Анна                |
| 2021      | ф   |                                           | Unsinkable                                     | Мэгги Мэллой        |
| 2021      | ф   |                                           | Artificial Twins                               | Вера                |
| 2022      | ф   |                                           | Masks Don't Lie                                | Нора                |

## Награды и номинации
- 2008 — номинация на премию «Выбор критиков» в категории «Лучший актёрский ансамбль» («Суини Тодд, демон-парикмахер с Флит-стрит»)[6].